# Rimpacher Moos - Weites Ried
Koordinaten: 47° 44′ 16″ N, 10° 3′ 47″ O

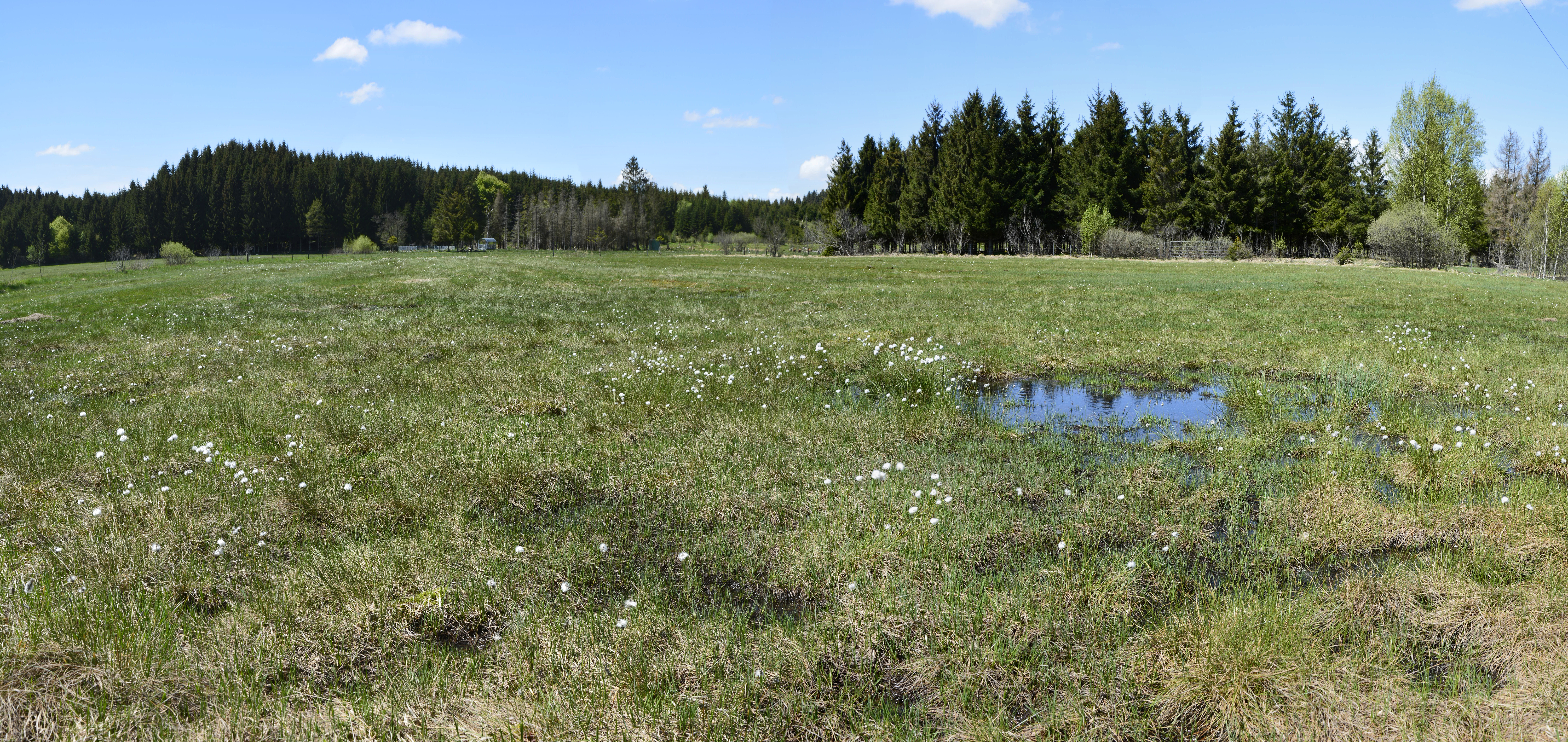
Naturschutzgebiet Rimpacher Moos – Weites Ried (Mai 2015)

Das Naturschutzgebiet Rimpacher Moos – Weites Ried liegt auf dem Gebiet der Städte Isny im Allgäu und Leutkirch im Allgäu im Landkreis Ravensburg in Baden-Württemberg.
Das Gebiet erstreckt sich südwestlich von Rimpach entlang des Friesenbaches. Östlich des Gebietes verläuft die Landesstraße L 318. Nordwestlich erstreckt sich das 310,9 ha große Naturschutzgebiet (NSG) Taufach- und Fetzachmoos mit Urseen, südlich das 9,0 ha große NSG Rengersmoos und südwestlich das 14,0 ha große NSG Moos im Zeller Wald.

## Bedeutung
Das 86,3 ha große Gebiet steht seit dem 6. Mai 1998 unter der Kenn-Nummer 4.291 unter Naturschutz. Es handelt sich um ein „ökologisch hochwertiges Feuchtgebietsmosaik als Lebensraum und wichtiges Rückzugsgebiet einer artenreichen und gefährdeten Pflanzen- und Tierwelt, insbesondere jedoch als Brutgebiet seltener Vogelarten – ein Niedermoor- und Pfeifengraswiesenkomplex von europäischer Bedeutung mit wichtigen landschaftsökologischen Ausgleichsfunktionen wie Wasserspeicher und Versickerungsstelle für das Trinkwasserschutzgebiet Laubener Brunnen.“